# László Forgács
László Forgács (ur. 26 lutego 1911, data śmierci nieznana) – węgierski lekkoatleta, sprinter, medalista mistrzostw Europy z 1934.
Zdobył srebrny medal w sztafecie 4 × 100 metrów na mistrzostwach Europy w 1934 w Turynie. Sztafeta węgierska biegła w składzie: Forgács, József Kovács, József Sír i Gyula Gyenes. Ustanowiła wówczas rekord Węgier czasem 41,4 s.
Forgács był mistrzem Węgier w biegu na 100 metrów w 1933. 19 sierpnia 1933 w Budapeszcie wyrównał rekord Węgier w tej konkurencji czasem 10,6 s.
Reprezentował klub Újpesti Torna Egylet.